# 소림학교
소림학교는 전라남도 영암군 삼호읍에 있는 사립 특수학교이다. 지적장애 학생을 위한 특수교육기관으로 유치부, 초등부, 중등부, 고등부, 전공과를 두고 있다.

## 연혁
- 1980년 3월 4일 : 목포소림학교로 개교
- 2002년 9월 1일 : 소림학교로 변경